# دوريس كيرنز غودوين
دوريس كيرنز غودوين (بالإنجليزية: Doris Kearns Goodwin)‏ (و. 1943 – م) هي صحفية، ومؤرخة من الولايات المتحدة الأمريكية ولدت في بروكلين.

## التعليم
تعلمت في جامعة هارفارد.

## مناصب وهيئات
أدارت جامعة هارفارد.

## جوائز
حصلت على جوائز منها جائزة بوليتزر عن فئة الأعمال التاريخية، وجائزة بوليتزر عن فئة الأعمال التاريخية.

## روابط خارجية
- دوريس كيرنز غودوين على موقع IMDb (الإنجليزية)
- دوريس كيرنز غودوين على موقع الموسوعة البريطانية (الإنجليزية)
- دوريس كيرنز غودوين على موقع ميوزك برينز (الإنجليزية)
- دوريس كيرنز غودوين على موقع إن إن دي بي (الإنجليزية)
- دوريس كيرنز غودوين على موقع قاعدة بيانات الفيلم (الإنجليزية)